# Exocentrus alboscutellatoides
Exocentrus alboscutellatoides là một loài bọ cánh cứng trong họ Cerambycidae.